# Otocinclus cocama
Otocinclus cocama — вид прісноводних риб з роду Otocinclus родини Лорікарієві ряду сомоподібні. Інша назва «отоцинклюс-зебра». Видова назва походить від назви індіанського племені біля річки Укаялі. Зустрічається в річках Перу, утримують також в акваріумах.

## Опис
Загалом сягає 4,4 см завдовжки. Спостерігається статевий диморфізм: самиці більші за самців. Голова дещо сплощена зверху. На голові з боків присутні отвори. Рот являє присоску. Має найбільшу кількість зубів серед свого роду — 30—45 передньощелепних і 23—36 нижньощелепних. Тулуб витягнутий, стрункий, вкрито дрібними кістковими пластинками, але на череві кісткові пластини чергуються з вільними від них зонами. Скелет складається з 28 хребців. Спинний плавець доволі високий, з 2 жорсткими і 7 м'якими променями. Жировий плавець відсутній. Грудні плавці витягнуті. Черевні плавці трохи поступаються останнім. Анальний плавець менший за спинний, з 1 жорстким і 5 м'якими променями. Хвостовий плавець витягнутий, з виїмкою або розрізаний.
Забарвлення голови і спини блакитно-біле або трохи жовтувато-вершкове. Верхня частина голови і місце між ніздрями чорного кольору, нижня частина — блідо-жовтий. Боки морди і заочні області мають чорне забарвлення, з V-подібною білою смугою на кінчику морди. На спині й боків є 4 подовжені, сідлоподібні плями чорного або темно-сірого кольору: 1 — на початку спинного плавця, 2 — за спинним, 3 — між спинним і хвостовим плавцями, 4 — в основі хвостового плавця. На хвостовому стеблі є чорна пляма. Хвостовий плавець з W-подібною вертикальною смугою, вузькою смугою на краю.

## Спосіб життя
Є демерсальною рибою. Водиться в чистій воді. Зустрічається у струмках, заливних луках з помірною течією. Тримається прибережної рослинності та воліє до верхніх шарів води. Утворює невеличкі косяки. Активна вдень. Живиться водоростевими обростаннями, детритом.

## Розповсюдження
Мешкає в басейнах річок Укаялі та Мараньон (Перу).